# Inma López Silva
Inmaculada López Silva (Santiago de Compostela, 3 de mayo de 1978) es una escritora española en lengua gallega, profesora, investigadora y crítica de teatro. 

## Trayectoria

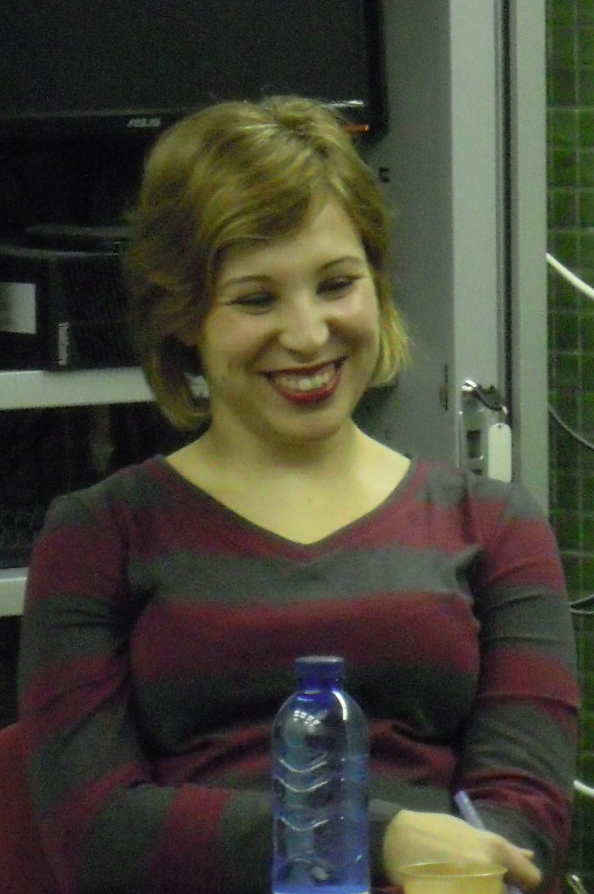

López Silva ganó su primer galardón literario a los 18 años con Neve en abril, una novela sobre la Guerra Civil. Se licenció en Filología Gallega por la Universidad de Santiago de Compostela y se doctoró en Filología por la misma universidad con la tesis "Sistema teatral e institucións. O caso galego". Es también investigadora y crítica teatral. Colabora habitualmente en las revistas Citania, Grial, Revista Gallega de Teatro y Primer Acto, así como en el periódico El Correo Gallego. Es miembro del consejo de redacción de Dorna.
En 2012 dio el salto a la política concurriendo con Compromiso por Galicia a las elecciones al Parlamento de Galicia y en 2014 a las elecciones del Parlamento Europeo.
En 2017, la editorial Lumen publicó en castellano su novela "Aquellos días en que éramos malas".
Es profesora en la Escuela Superior de Arte Dramático de Galicia.

## Obra

### Narrativa
- Rosas, corvos e cancións (2000, Galaxia).
- Concubinas (2002, Xerais). Traducida al castellano en 2009, en la editorial Ámbar (Barcelona).
- Neve en abril (2005, Galaxia).
- Non quero ser Doris Day (2006, Biblos Clube).
- New York, New York (2007, Galaxia). Traducida al castellano en 2008, en la editorial El Andén(Barcelona), 200 págs. ISBN 9788496929814.
- Memoria de cidades sen luz (2008, Galaxia). Traducida al castellano como Memoria de ciudades sin luz (2010). Ámbar Editorial. 240 pags. ISBN 978-8492687220.
- Tinta (2012, Galaxia).
- Aqueles días en que éramos malas (2016, Galaxia).
- O libro da filla (2020, Galaxia), 484 págs. ISBN 978-8491514381. Publicado simultáneamente en castellano como El libro de la hija por la editorial Lumen, ISBN 978-8426406477.

### Ensayo
- A recepción do teatro galego contemporáneo (1990-2000) (2003, Universidad de Santiago de Compostela).
- Teatro e canonización: a crítica teatral na prensa periódica galega (1990-2000) (2005, Tris Tram).
- Maternosofía (2014, Galaxia).
- Resistir no escenario. Cara a unha historia institucional do teatro galego (2016, Universidad de Santiago/Xunta de Galicia).
- Chámame señora pero trátame como a un señor, Editorial Galaxia.[4]

### Traducciones
- Calígula. O malentendido, de Albert Camus (2009, Galaxia).
- As criadas. O balcón, de Jean Genet (2010, Galaxia).

### Obras colectivas
- VI Certamen literario Manuel Lueiro Rey de novela curta 1998 (1999, Ayuntamiento del Grove).
- Mini-relatos, (1999, Librería Cartabón).
- Caso Torneiro: 1898-1975, en Narradoras (2000, Xerais).
- Un abrente teatral. As Mostras e o Concurso de Teatro de Ribadavia (2002, Galaxia). Con Dolores Vilavedra.
- Carlos Casares: a semente aquecida da palabra (2003, Consello da Cultura Galega).
- Escrita Contemporánea. Homenaxe a Ánxel Casal (2005, Asociación de Escritores en Lengua Galega).
- Guerra Civil e Literatura Galega (1936-1939) (2006, Xerais).
- Poetas e Narradores nas súas voces. II (2006, Consello da Cultura Galega).
- Letras novas (2008, Asociación de Escritores en Lengua Gallega).
- 25 anos. Mostra Internacional de Teatro Ribadavia (2009, Difusora). Con Xosé Luis Méndez Ferrín y Roberto Pascual.
- Unha cesta de pombas e mazás. Homenaxe a Isaac Díaz Pardo (2013, Academia Real Isaac Díaz Pardo).
- O libro dos libros (2018, Galaxia), con el relato "Unha casa con libros".[5]

## Premios
- Premio Rúa Nova en 1996, por Neve en abril, ambientada en la guerra civil española.
- 2º premio Modesto R. Figueiredo en 1998, por Cartas que viñan de alén mar.
- Premio de novela corta Manuel Lueiro Rey en 1998, por Canción de amor india.
- Premio Xerais en 2002, por Concubinas.
- Premio Manuel Murguía en 2005, por Aqueles que retratan o vento.
- Finalista del VI Premio de novela por entregas de La Voz de Galicia en 2006, por Non quero ser Doris Day.
- Premio Blanco Amor en el 2007, por Memoria de cidades sen luz.
- Premio Arcebispo San Clemente en 2009, por Memoria de cidades sen luz.
- Premio a la mejor obra de narrativa de la AELG en 2009, por Memoria de cidades sen luz.
- Premio de 'Creación Literaria' de la Fundación Ínsua dos Poetas en 2016.
- Premio Antón Losada Diéguez en 2017, por Aqueles días en que éramos malas.